# Pukupuku katsurai
Pukupuku katsurai är en skalbaggsart som beskrevs av Muramoto 2002. Pukupuku katsurai ingår i släktet Pukupuku och familjen Rutelidae. Inga underarter finns listade i Catalogue of Life.